# 霍恩冰川
71°17′S 164°56′E / 71.283°S 164.933°E
霍恩冰川是南極洲的冰川，位於維多利亞地，全長11公里，發源自埃弗雷特山脈，處於沃克斯山和卡爾文山之間，最終注入格林韋爾冰川下游，該冰川以美國海軍的指揮官命名。